# Выборы в Европейский парламент во Франции (2009)
Выборы в Европейский парламент во Франции прошли 6 июня 2009 года.
После вступления Румынии и Болгарии в Европейский союз в 2007 году французская делегация была уменьшена с 78 до 72 депутатов. Правящий Союз за народное движение получил большинство мест впервые с 1979 года после провала на предыдущих выборах. Наоборот, основная оппозиционная Социалистическая партия под руководством Мартин Обри потеряла 17 мест. Особенно слабо социалисты выступили в городах. Явка составила 41% и стала самой низкой за всю историю европейских выборов во Франции.
На выборах было 8 многомандатных округов, состоящих из 7 европейских и одного для заморских территорий (с секторами Атлантического, Индийского и Тихого океанов).
Европарламент включал 736 депутатов из 27 стран Европейского союза.

## Результаты
| Партия                              | Партия                                                           | Европейская партия                      | Голоса           | %         | +/–         | Места | +/–   |  |
| ----------------------------------- | ---------------------------------------------------------------- | --------------------------------------- | ---------------- | --------- | ----------- | ----- | ----- |  |
|                                     | Союз за народное движение+Новый центр                            | Европейская народная партия             | 4 799 908        | 27,88     | +11,24      | 29    | +12 ▲ |  |
|                                     | Социалистическая партия                                          | Партия европейских социалистов          | 2 838 160        | 16,48     | -12,4       | 14    | -17 ▼ |  |
|                                     | Зелёные                                                          | Европейская партия зелёных              | 2 803 759        | 16,28     | +8,9        | 14    | +8 ▲  |  |
|                                     | Демократическое движение                                         | Европейская демократическая партия      | 1 455 841        | 8,46      | -4,1        | 6     | -5 ▼  |  |
|                                     | Левый фронт (ФКП+ЛП+УЛ Левый альянс заморских территорий         | Европейские левые                       | 1 041 911 73 110 | 6,05 0,42 | +0,85 -0,18 | 4 1   | +2 ▲  |  |
|                                     | Национальный фронт (FN)                                          | Евронат                                 | 1 091 691        | 6,34      | -3,5        | 3     | -4 ▼  |  |
|                                     | Новая антикапиталистическая партия                               | Европейские антикапиталистические левые | 840 833          | 4,88      | —           | 0     | —     |  |
|                                     | Libertas (Движение за Францию+Охота, рыбалка, природа, традиции) | Libertas                                | 826 357          | 4,80      | -3,6        | 1     | -2 ▼  |  |
|                                     | Независимый экологический альянс (НЭД+ЭП+ФД)                     | —                                       | 625 375          | 3,63      | +1,7        | 0     | —     |  |
|                                     | Вставай, Республика                                              | Альянс за Европу демократий             | 304 585          | 1,77      | —           | 0     | —     |  |
|                                     | Рабочая борьба                                                   | —                                       | 205 975          | 1,20      | —           | 0     | —     |  |
|                                     | Прочие                                                           | —                                       | 311 109          | 1,81      | -4,2        | 0     | —     |  |
| Действительных голосов              | Действительных голосов                                           | Действительных голосов                  | 17 218 614       | 95,70     |             |       |       |  |
| Пустые и недействительные бюллетени | Пустые и недействительные бюллетени                              | Пустые и недействительные бюллетени     | 773 547          | 4,30      |             |       |       |  |
| Всего                               | Всего                                                            | Всего                                   | 17 992 161       | 100,00    | —           | 78    | —     |  |
| Количество избирателей/ Явка        | Количество избирателей/ Явка                                     | Количество избирателей/ Явка            | 44 282 823       | 40,63     | —           |       |       |  |
| Источник: France-politique.fr       |                                                                  |                                         |                  |           |             |       |       |  |